# Публій Сервілій Ватія Ісаврік (консул 79 до н. е.)
Публій Сервілій Ватія Ісаврік (лат. Publius Servilius Vatia; 130 — 44 роки до н. е.) — політичний, державний та військовий діяч Римської республіки, консул 79 року до н. е., цензор 55 року до н. е.

## Життєпис
Походив з впливового роду Сервіліїв, його плебейської гілки Ватіїв. Син Гая Сервілія Ватія, претора 114 року до н. е., та Цецилії Метелли, доньки Квінта Цецилія Метелла Македонського, консула 143 року до н.е.
У 100 році до н. е. брав участь у придушенні руху Луція Аппулея Сатурніна. У 98 році до н. е. був обраний народним трибуном. У 90 році до н. е. став претором, як пропреторство отримує Кілікію або Сардинію, якою керував у 89—88 роках до н. е. Тоді одержав низку перемог над місцевими племенами, за що отримав тріумф.
При підтримці у 87 році до н. е. Луція Корнелія Сулли боровся за консульство, але програв вибори. Брав участь у громадянській війні на боці Сулли. У 87 році до н. е. як легат захищав м. Арімін від маріанців, але був витіснений звідти Марком Марієм Гратидіаном. У 82 році до н. е. знову став легатом Сулли й одержав рішучу перемогу над маріанцями під Клузієм.
У 79 році до н. е. його обрано консулом разом з Аппієм Клавдієм Пульхром. На цій посаді намагався завадити наданню тріумфу Гнею Помпею Великому, але марно. У 78—74 роках до н. е. обіймав посаду проконсула Кілікії, де вів війни з піратами та місцевими племенами на чолі із Зенікетом. Перших він повністю розбив біля узбережжя, після чого захопив землі біля моря в Лікії та Памфілії. У 74 році до н. е. Ватія перетнув гори Таври й розбив плем'я ісаврів, приборкавши їх. За це він отримав тріумф й почесний агномен «Ісаврік».
Приблизно у 77 році до н. е. Публій Сервілій став членом колегії понтифіків. Згодом у 70 році до н. е. був одним з суддів у процесі Корнелія Верреса. У 63 році до н. е. балотувався на посаду великого понтифіка, але програв Гаю Юлію Цезарю. Того ж року при обговорені долі учасників змови Катіліни Ватія виступив за смертну кару для них. У 57 році до н. е. підтримав пропозицію щодо повернення до Риму Марка Туллія Цицерона.
У 55 році до н. е. Публія Сервілія обрано цензором разом з Марком Валерієм Месалою Нігером. Разом з колегою намагався виправити течію Тібра, але без успіху.

## Родина
- Публій Сервілій Ватія Ісаврік, консул 48 року до н. е.